# Hugues Merle
Hugues Merle (La Sône, 28 de abril de 1822 – Paris, 16 de março de 1881) foi um pintor francês.
Frequentemente comparado com William-Adolphe Bouguereau, pintou principalmente sobre temas sentimentais ou morais.

## Biografia
Hugues Merle nasceu em 1822 em La Sône, região administrativa de Auvérnia-Ródano-Alpes. Ele estudou pintura com Léon Cogniet. Merle começou a expor no Salon (Paris) em 1847. Ele recebeu prêmios de segunda classe em 1861 e 1863. Em 1866, ele foi nomeado cavaleiro da Legião de Honra.
Hugues tornou-se amigo de Paul Durand-Ruel no início da década de 1860. Durand-Ruel começou a comprar pinturas de Merle em 1862 e apresentou o artista ao pintor William-Adolphe Bouguereau. Merle foi mais tarde comparado com Bouguereau e "tornou-se um rival considerável de Bouguereau no assunto e no tratamento". Em meados da década de 1860, Merle pintou vários retratos de Paul Durand-Ruel, sua esposa e o filho deles, Joseph
Hugues Merle morreu em 1881 em Paris. Seu filho Georges Merle também se tornou pintor.

## Galeria

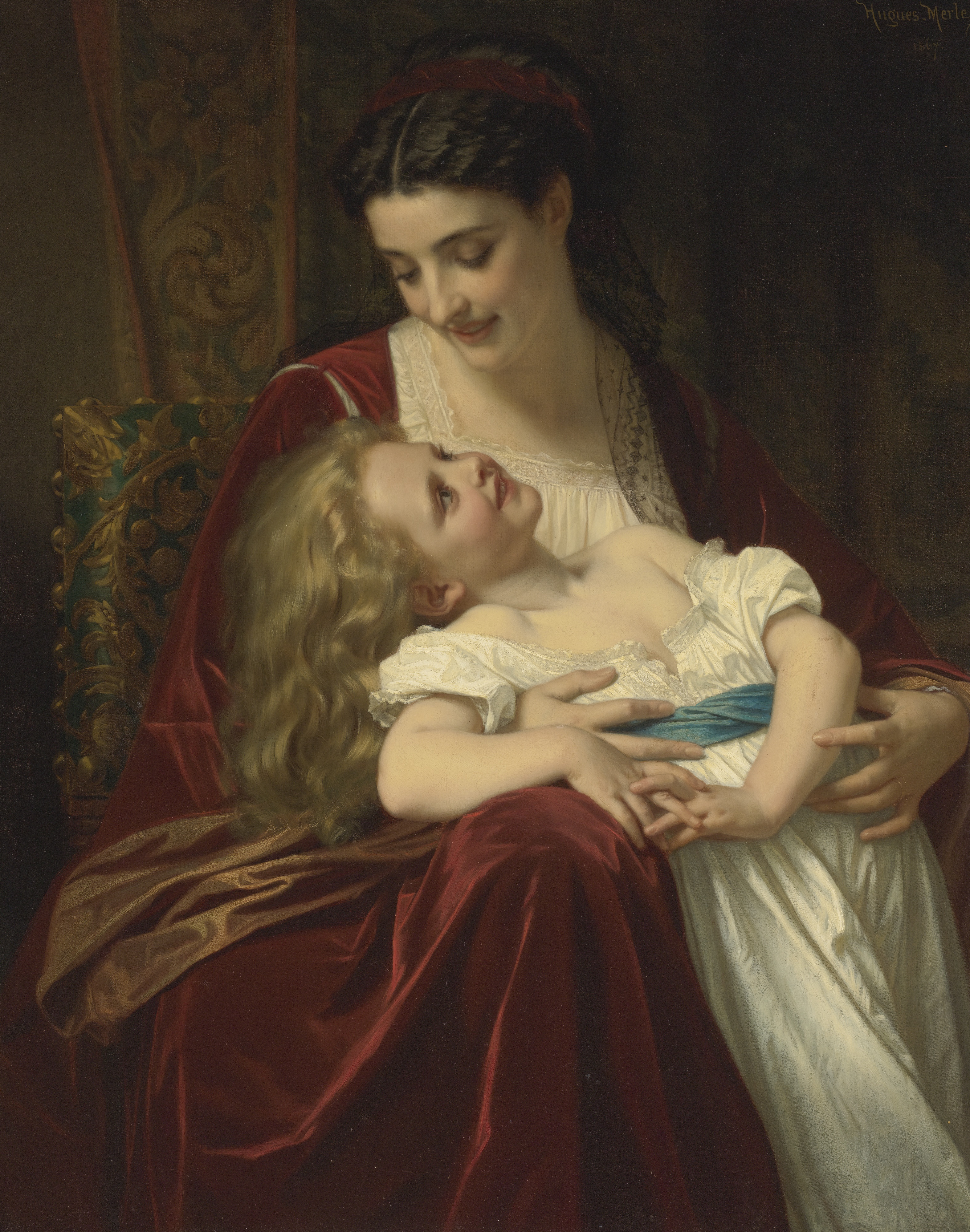
Afeição materna
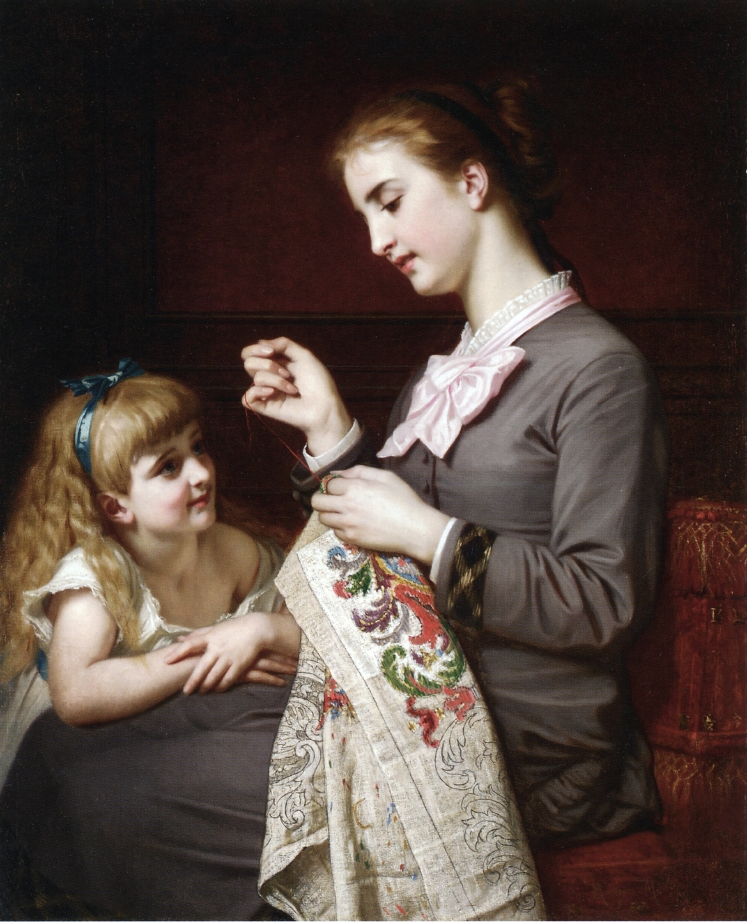
A lição do bordado
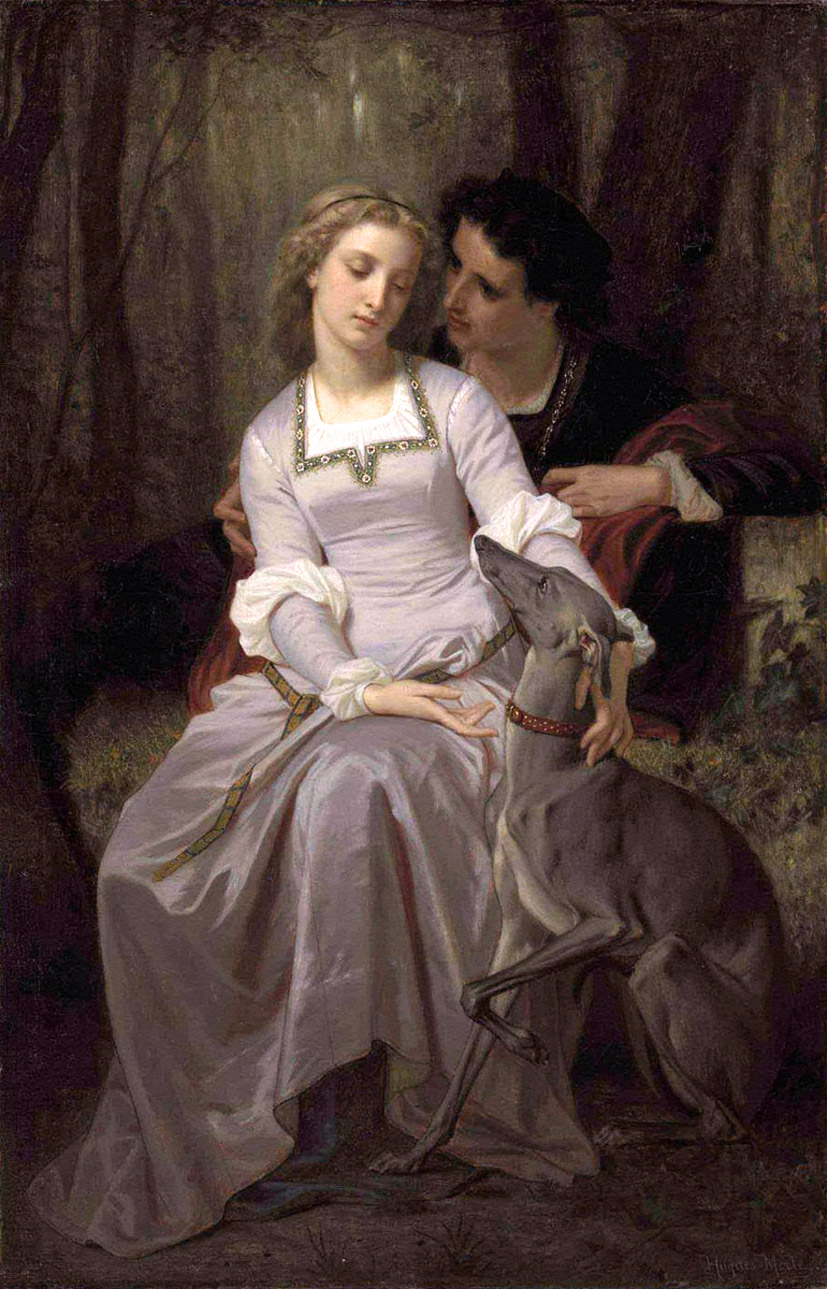
Tristão e Isolda
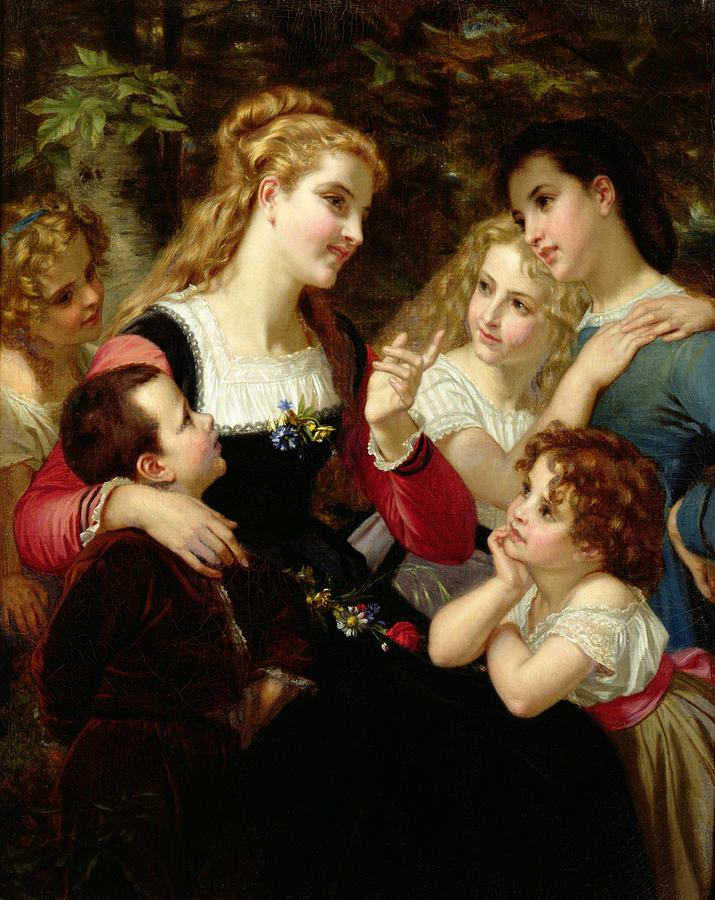
O contador de Histórias
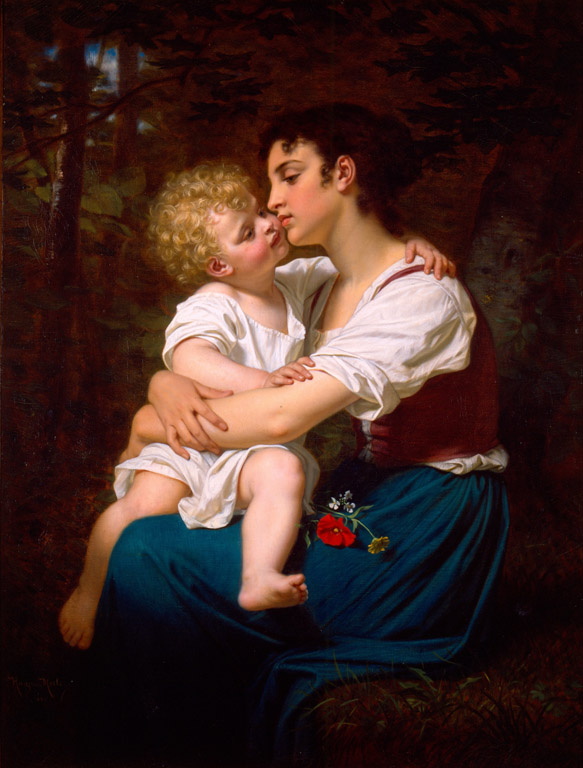
Amor materno
Romeu e Julieta
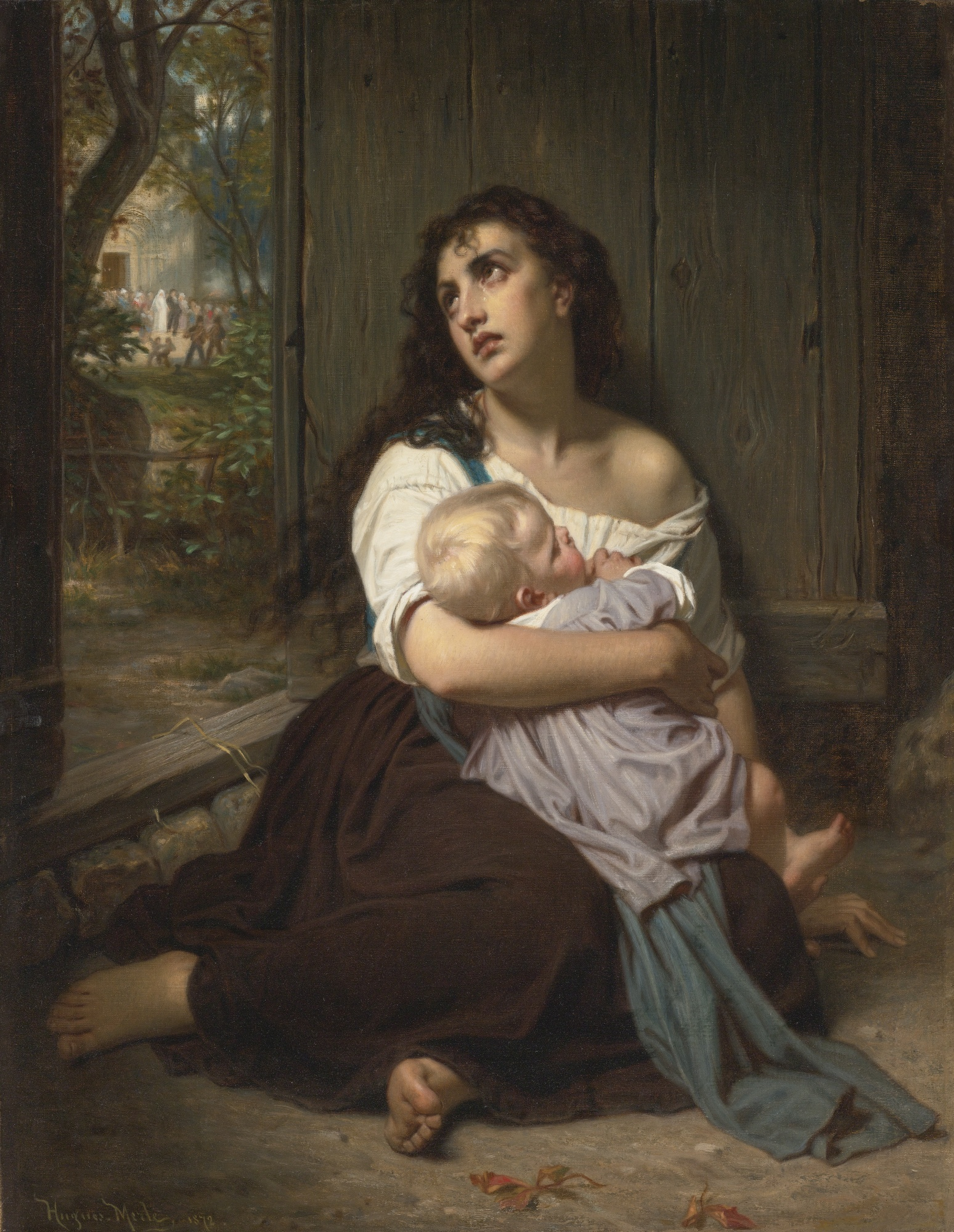
L'abandonnée
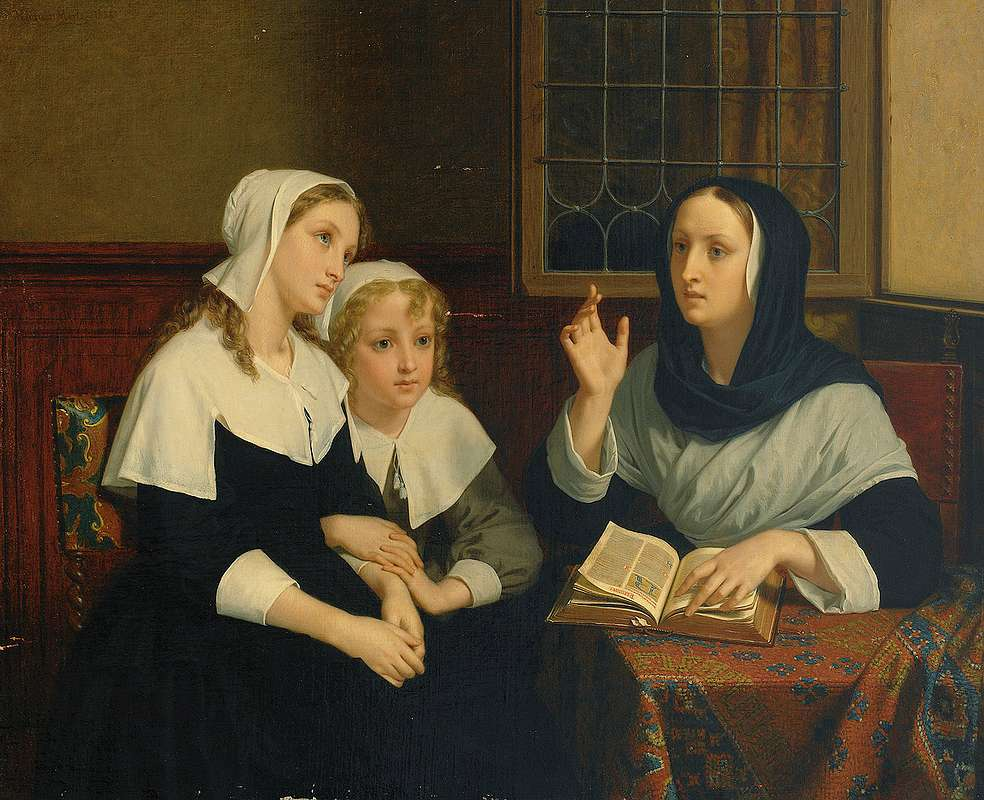
Les Orphelines
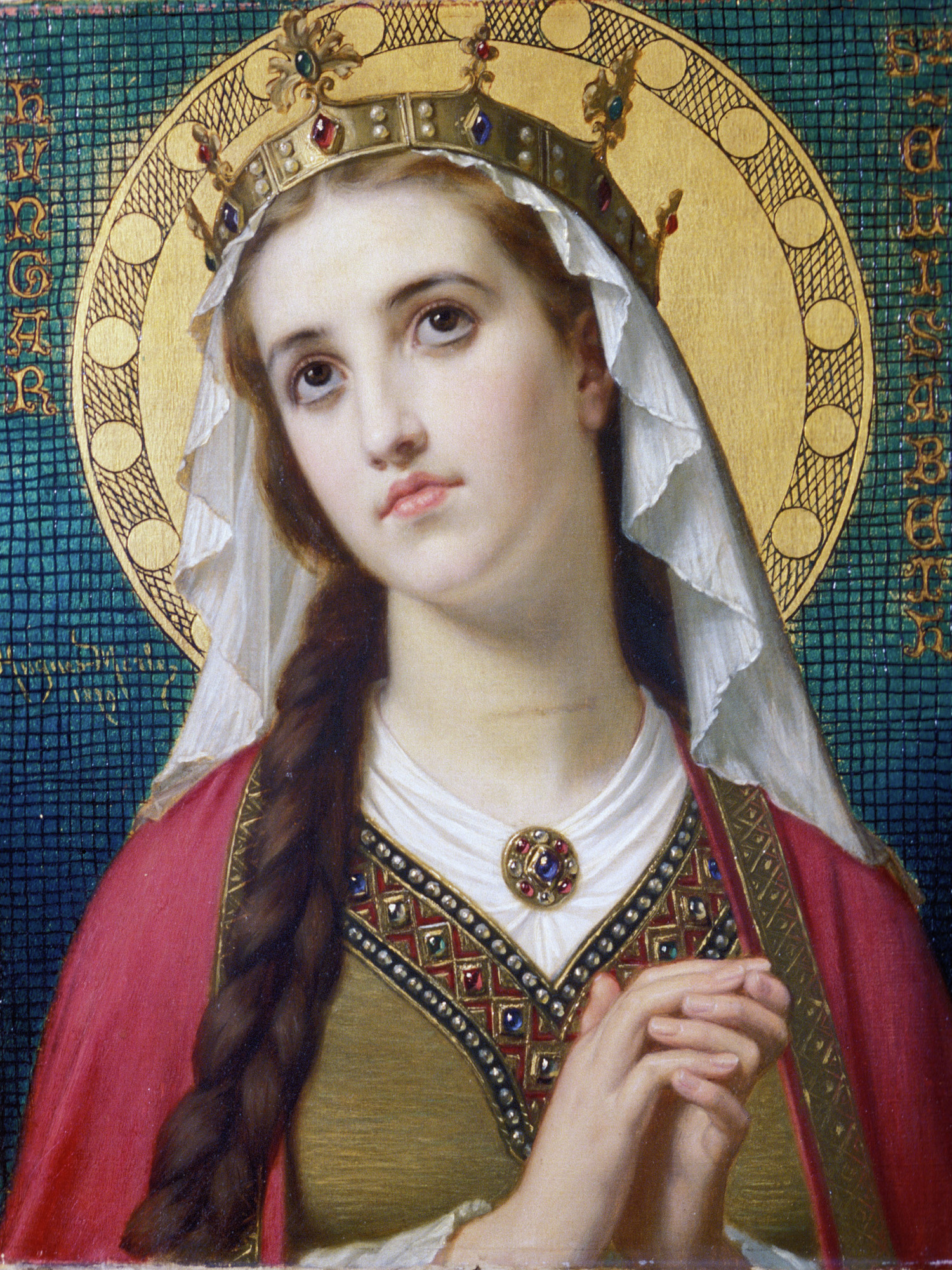
Santa Isabel da Hungria